# カンガセイロの最後
『カンガセイロの最後』（カンガセイロのさいご、Lampião, O Rei do Cangaço）は、1963年に公開されたカーロス・コインブラ監督のブラジルの映画。